# Adidas Teamgeist

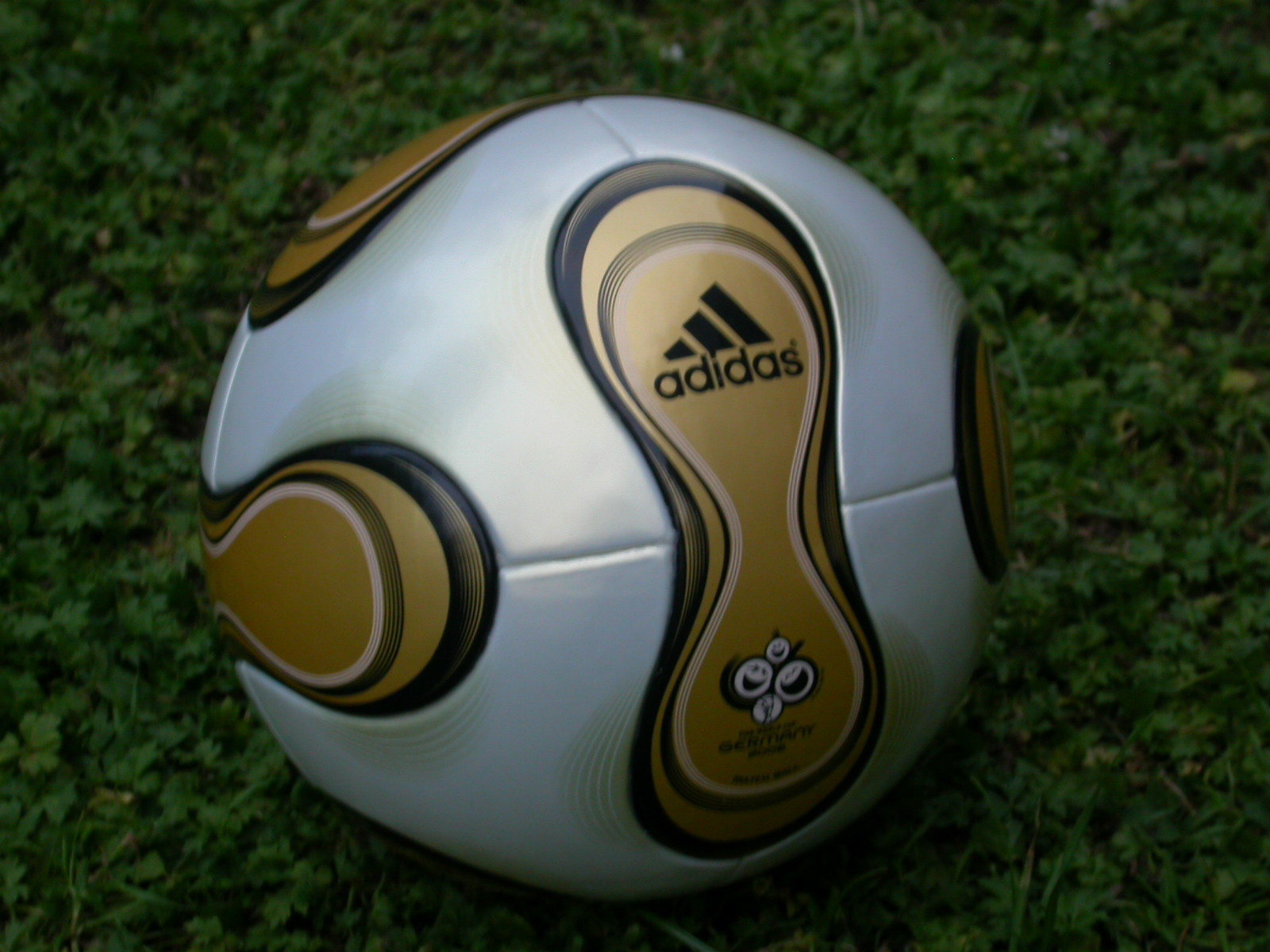
Adidas Teamgeist Berlin, bola usada na final da Copa do Mundo FIFA de 2006, na Alemanha.

Adidas Teamgeist foi a bola de futebol produzida pela companhia alemã Adidas para a Copa do Mundo FIFA de 2006, realizada na Alemanha.
Seu nome original (Teamgeist) significa "espírito de equipe", em alemão (team significa "equipe" e geist significa "espírito"). Porém, por problemas no registro do nome, a bola foi registrada como +Teamgeist, recebendo o símbolo + antes do nome. Sobre ela, está a inscrição "A time to make friends" ("É tempo de fazer amigos", em inglês).

## Características
A Teamgeist difere de todas as outras bolas produzidas pela Adidas por ter apenas 14 painéis curvos (fazendo com que ela seja topologicamente equivalente a um octaedro truncado), em vez dos tradicionais 32 gomos (12 pentagonais e 20 hexagonais) adotados desde a Copa do Mundo FIFA de 1970. Alegou-se na época que o formato trazia uma performance mais uniforme, independentemente de onde é atingida e, sendo quase impermeável, a bola não fica muito pesada em tempo molhado.
Cada uma das 32 federações classificadas recebeu 40 unidades da bola, para fins de treinamento.
As bolas utilizadas nas partidas da Copa do Mundo FIFA de 2006 foram personalizadas com o nome do estádio, as equipes, a data da realização do jogo e o tempo do pontapé inicial de cada jogo, sob uma camada protetora.

### Versão especial
Uma versão especial foi produzida para a partida final. Intitulada +Teamgeist Berlin, utiliza o mesmo design das outras bolas, porém, com áreas preenchidas na cor dourada e detalhes em preto e branco. As seleções da Itália e da França, que disputaram a final, receberam, cada uma, 20 unidades desta bola para treinamento.
A Teamgeist foi a primeira bola a ter uma versão especial produzida apenas para a final. O fato se repetiu na Copa do Mundo de 2010, cuja respectiva bola oficial, a Adidas Jabulani, também ganhou uma versão para a final, intitulada Jo'Bulani.

## Primeiro gol
O primeiro gol com esta bola foi marcado por Philipp Lahm, lateral-esquerdo da Alemanha, durante o jogo de abertura contra a Costa Rica.